# Al-Hashimiyah, Hama
Al-Hashimiyah (tiếng Ả Rập: الهاشمية) là một ngôi làng Syria nằm ở phó huyện của huyện Hama ở tỉnh Hama Theo Cục Thống kê Trung ương Syria (CBS), al-Hashimiyah có dân số 102 trong cuộc điều tra dân số năm 2004.